# 中華民國駐貝里斯大使館
中華民國駐貝里斯大使館（英語：Embassy of the Republic of China (Taiwan) in Belize）是中華民國駐在貝里斯前首府貝里斯市的大使館。兩國自1989年起維持著外交關係。現任中華民國駐貝里斯大使為徐儷文。
貝里斯設於中華民國的相對機構為貝里斯駐華大使館。其現任駐華大使為碧坎蒂（Candice Pitts）。

## 外部連結
- 貝里斯大使館 （页面存档备份，存于）